# Jeff Fehring
Jeff Fehring (21 tháng 4 năm 1955 – 25 tháng 7 năm 2008) là một cầu thủ bóng đá người Úc chơi cho đội tuyển Geelong và St Kilda trong Liên đoàn bóng đá Victoria (khi đó AFL được biết đến) từ năm 1977 đến 1981.
Fehring được sinh ra tại Leitchville, trên sông Murray, gần Echuca. Ông ra mắt với tư cách là một người huyên náo đối với Câu lạc bộ bóng đá Geelong năm 1977, chơi 19 trận và đá 1 bàn cho đến năm 1979. Ông chuyển đến St Kilda vào năm 1980, và năm 1981, thời điểm nổi tiếng của ông đã đến. Trong khi ông ấy chỉ tiếp tục chơi 17 trận và đá 3 bàn cho St Kilda, một trong những mục tiêu đó là một quả ngư lôi khổng lồ được đo ở khoảng cách 94 yard (khoảng 86 mét), đá từ vòng tròn trung tâm tại Moorabbin năm 1981. Mục tiêu đã đến vài phút sau khi ông ấy bị tố cáo, cuối cùng ông ấy đã bị sa thải đến nỗi ông ấy đá mục tiêu (wind-assisted), một trong những lớn nhất trong lịch sử bóng đá Úc.
Sự nghiệp VFL của Fehring đã kết thúc vào cuối mùa giải 1981, và ông chuyển đến Adelaide để chơi cho Câu lạc bộ bóng đá Norwood trong Liên đoàn bóng đá quốc gia Nam Úc (SANFL). Sau khi chơi ở giải Ngoại hạng năm 1982 của Norwood, Fehring đã nghỉ hưu với sự nghiệp bóng đá và trở thành một nông dân chăn nuôi gia súc sau khi kết hôn năm 1984, nhưng với giá nước bị ảnh hưởng bởi hạn hán, ông buộc phải bán trang trại và gia súc của mình và chuyển đến Alexandra nơi mà người ta hy vọng sẽ có nước nhiều hơn mưa. Mặc dù đã làm một số công việc, Fehring đánh mất trang trại nuôi bò và emu và cả cuộc hôn nhân của mình. Nhận quyền nuôi hai đứa con, ông chuyển đến Darwin một thời gian ngắn, trước khi mua một quán rượu và khách sạn ở Deniliquin ở miền nam New South Wales. Công việc kinh doanh đó cũng thất bại và bị ảnh hưởng bởi các vấn đề sức khỏe bao gồm tiểu đường Loại 2 và các vấn đề về tim tái phát, Fehring đã tự sát vào ngày 25 tháng 7 năm 2008.